# Siavasze no kiiroi hankacsi
A Siavasze no kiiroi hankacsi (magyar címe nincs, a 幸福の黄色いハンカチ alakban írt japán cím jelentése: a boldogság sárga zsebkendője) egy 1977-ben bemutatott japán film Jamada Jódzsi rendezésében. Az alkotás három, a véletlen által összehozott, ezelőtt egymás számára teljesen ismeretlen ember (két férfi és egy nő) utazását és egyikük múltbeli élettörténetét mutatja be, hol humoros, hol érzelmes jeleneteket felsorakoztatva.
A mű többet is elnyert az 1978-ban első alkalommal kiosztott japán filmakadémiai díjak közül, győzött például a legjobb film kategóriában is.

## Cselekmény
|  | Alább a cselekmény részletei következnek! |

Hanada Kinja egy „lázadó” stílusú, hosszú hajú, komolytalan fiatalember, aki egy nap úgy dönt, otthagyja munkahelyét, és Hokkaidóra utazik, ahol többek között azzal szórakoztatja magát, hogy fiatal nőket szólít meg az utcán. Nem kell sokáig próbálkoznia, egyiküket hamar sikerül rávennie, hogy autójával (egy piros Mazda Familiával) elvihesse úticéljához. Útközben beszélgetnek, bár a lány kezdetben nehezen nyílik meg, de végül úgy-ahogy össze is barátkoznak, és eljutnak az Ohotszki-tenger partjára, ami a lánynak nagyon tetszik. Itt véletlenül meglátnak egy nálunk kicsit idősebb, magas, magányos férfit, akit megkérnek, készítsen róluk közös fényképeket. Ezután ezzel a férfival is váltanak pár szót, és miután kiderül, hogy semmi célja nincs, csak úgy tűnik, értelmetlenül lézeng a világban, őt is magukkal viszik. Első éjjeli szálláshelyükön Kinja azonnal megpróbál szexuálisan is közeledni a lányhoz, aki azonban tiltakozik, sőt, hangosan sírni is kezd, ami áthallatszik a szomszéd szobába is, ahol a magas férfi lakik, aki így meg tudja menteni a helyzetet. Ezen kellemetlen események ellenére másnap együtt marad a csapat, és folytatják kalandozásukat. Kiderül, hogy még egymás nevét sem tudják, ezért bemutatkoznak: a lányt Okava Akeminek, a magas férfit Sima Júszakunak hívják.
Ezután több humoros úti jelenetet láthatunk, például amikor autójuk elakad egy tanyánál, vagy amikor egy parkolóban megkarcolnak egy másik autót, és annak tulajdonosával verekedni kezdenek. Hamarosan azonban sorsfordító pillanat érkezik el: rendőrök megállítják őket, és mivel éppen Júszaku vezet, elkérik a jogosítványát. Ő bevallja, hogy már évekkel ezelőtt lejárt, de nem tudta meghosszabbítani, mert börtönben ült, méghozzá gyilkosság miatt. Társai nagyon meglepődnek, mert Júszaku eddig nem igazán mesélt nekik a múltjáról.

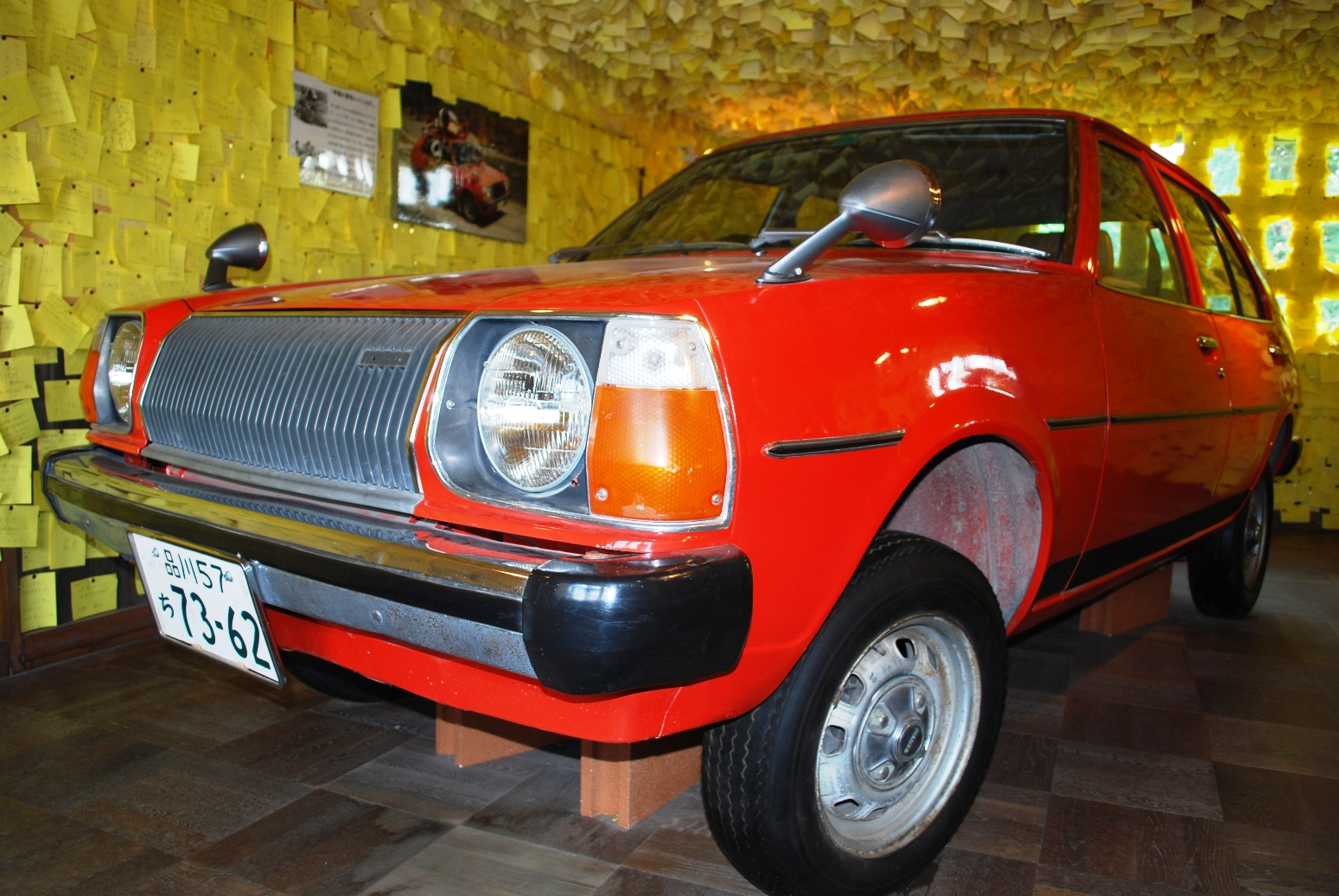
A filmbeli Mazda Familia

Bár véletlenül a rendőrségen kiderül, hogy az ottani rendőrfőnök egy régi jó ismerőse, így közbenjárására szabadon engedik, de társai előtt, akik ennek ellenére sem hagyták el, innentől kezdve magyarázkodásra kényszerül. Megismerjük eddigi életének bizonyos részeit: kiderül, hogy Júszaku korábban szénbányász volt, de nagyon lezüllött életet élt, és úgy érezte, néhány évnél tovább nem bírta volna ki ezt az életet, ha nem találkozott volna annak idején egy nővel, akibe beleszeretett, és akit feleségül is vett. Egy Júbari nevű bányászváros külső részén, szerény körülmények között, de boldogan éltek, sőt, egyszer felesége bejelentette azt is, hogy valószínűleg várandós, ezért orvoshoz megy, hogy bebizonyosodjon róla. Férjével, akinek aznap is munkába kell mennie, megbeszélik, hogy amikor jön haza, az asszony egy sárga zsebkendőt tűz ki a ház melletti póznára, ha az orvos megerősíti a jó hírt, így a férj már messziről látni fogja, mi a helyzet. Így is történik: amikor Júszaku hazafelé tart, meglátja a sárga zsebkendőt, amitől nagyon boldog lesz. Hamarosan azonban a magzat elpusztul, és a nő csak ekkor vallja be, hogy ilyen vele már korábban is előfordult. Júszaku nagyon megharagszik, hogy ezt eddig miért titkolta el, és feldúltan elmegy otthonról. A sötét utcán verekedésbe keveredik valakikkel, és egyiküket úgy megveri, hogy az illető belehal sérüléseibe. Elfogják, elítélik, börtönbe zárják, itt pedig úgy dönt, elválik feleségétől, annak ellenére, hogy az asszony még most is szereti őt.
Útitársai ezt a történetet meghallva nagyon meghatódnak, akkor pedig még inkább, amikor Júszaku bejelenti nekik, hogy ő most szeretne eljutni Júbariba, ugyanis néhány nappal ezelőtt írt egy üzenetet volt feleségének, hogy meglátogatná, és ebben az üzenetben megkérte, hogy ha esetleg továbbra is egyedül él még, és hajlandó lenne visszafogadni őt, akkor tegyen ki egy sárga zsebkendőt a ház melletti póznára. Társai örömmel viszik Júbari felé, és mindketten szurkolnak azért, hogy megláthassák a sárga zsebkendőt. Ahogy közelednek azonban Júbarihoz, azon belül pedig a külvárosi házhoz, Júszaku egyre feszültebb lesz, a végén már arcát is eltakarja, nem mer odanézni. Végül megérkeznek, és meglátják: nemhogy egy sárga zsebkendő lenne kitéve, hanem az egész rúd és a hozzá tartozó kötél tele van aggatva sárga zsebkendőkkel. Júszaku így boldogan térhet vissza a nőhöz, de Kinja és Akemi is boldogan csókolózni kezdenek.
|  | Itt a vége a cselekmény részletezésének! |

## Szereplők
- Takakura Ken ... Sima Júszaku
- Takeda Tecuja ... Hanada Kinja
- Momoi Kaori ... Ogava Akemi
- Baisó Csieko ... Sima Júszaku felesége
- Acumi Kijosi ... Vatanabe rendőrfőnök

## Díjak és jelölések
| 1978 | A japán filmakadémia díja           | Legjobb film                 |                                | Elnyerte |
| 1978 | A japán filmakadémia díja           | Legjobb férfi színész        | Takakura Ken                   | Elnyerte |
| 1978 | A japán filmakadémia díja           | Legjobb férfi mellékszereplő | Takeda Tecuja                  | Elnyerte |
| 1978 | A japán filmakadémia díja           | Legjobb női mellékszereplő   | Momoi Kaori                    | Elnyerte |
| 1978 | A japán filmakadémia díja           | Legjobb rendező              | Jamada Jódzsi                  | Elnyerte |
| 1978 | A japán filmakadémia díja           | Legjobb forgatókönyv         | Jamada Jódzsi                  | Elnyerte |
| 1978 | A japán filmakadémia díja           | Legjobb színésznő            | Baisó Csieko                   | Jelölés  |
| 1978 | A japán filmakadémia díja           | Legjobb zene                 | Szató Maszaru                  | Jelölés  |
| 1978 | Ázsiai–Csendes-óceáni filmfesztivál | Legjobb színész              | Takakura Ken                   | Elnyerte |
| 1977 | Hócsi-filmdíj                       | Legjobb film                 |                                | Elnyerte |
| 1977 | Hócsi-filmdíj                       | Legjobb színész              | Takakura Ken                   | Elnyerte |
| 1977 | Hócsi-filmdíj                       | Legjobb új színész           | Takeda Tecuja                  | Elnyerte |
| 1978 | Kék Szalag-díj                      | Legjobb film                 |                                | Elnyerte |
| 1978 | Kék Szalag-díj                      | Legjobb színész              | Takakura Ken                   | Elnyerte |
| 1978 | Kék Szalag-díj                      | Legjobb női mellékszereplő   | Momoi Kaori                    | Elnyerte |
| 1978 | Kék Szalag-díj                      | Legjobb rendező              | Jamada Jódzsi                  | Elnyerte |
| 1978 | Kinema Dzsunpó-díj                  | Legjobb film                 |                                | Elnyerte |
| 1978 | Kinema Dzsunpó-díj                  | Legjobb színész              | Takakura Ken                   | Elnyerte |
| 1978 | Kinema Dzsunpó-díj                  | Legjobb férfi mellékszereplő | Takeda Tecuja                  | Elnyerte |
| 1978 | Kinema Dzsunpó-díj                  | Legjobb női mellékszereplő   | Momoi Kaori                    | Elnyerte |
| 1978 | Kinema Dzsunpó-díj                  | Legjobb rendező              | Jamada Jódzsi                  | Elnyerte |
| 1978 | Kinema Dzsunpó-díj                  | Legjobb forgatókönyv         | Jamada Jódzsi, Aszama Jositaka | Elnyerte |
| 1978 | Kinema Dzsunpó-közönségdíj          | Legjobb film                 |                                | Elnyerte |
| 1978 | Mainicsi-filmdíj                    | Legjobb film                 |                                | Elnyerte |
| 1978 | Mainicsi-filmdíj                    | Legjobb színész              | Takakura Ken                   | Elnyerte |
| 1978 | Mainicsi-filmdíj                    | Legjobb rendező              | Jamada Jódzsi                  | Elnyerte |
| 1978 | Mainicsi-filmdíj                    | Legjobb forgatókönyv         | Jamada Jódzsi, Aszama Jositaka | Elnyerte |
| 1978 | Mainicsi-filmdíj                    | Legjobb zene                 | Szató Maszaru                  | Elnyerte |
| 1978 | Mainicsi-filmdíj                    | Legjobb hangrögzítés         | Nakamura Hirosi                | Elnyerte |